# Фахретдинов, Идрис Акрамович
Фахретдинов Идрис Акрамович (баш. Фәхретдинов Иҙрис Әкрәм улы; 1 января 1947 года, в деревне Кызыл Буляк Бакалинского района БАССР) —  физик, доктор физико-математических наук, (1998), профессор (1999), Отличник образования Республики Башкортостан (1998), почётный работник высшего профессионально образования Российской Федерации (2007), участник физического общества Республики Башкортостан, член докторского совета при БГУ.

## Биография
Фахретдинов Идрис Акрамович родился 1 января 1947 года в деревне Кызыл Буляк Бакалинского района БАССР. Средную школу окончил в родной деревне.
В 1971 году окончил факультет физики Башкирского государственного университета.
Трудовую деятельность начал в институте органической химии младшим, затем старшим инженером.
В 1973—1976 годах был аспирантом Киевского государственного университета.
В 1976―1977 годах работал  младшим научным сотрудником отдела физики и математики Башкирского филиала АН СССР, в 1976―1977 годах старший преподаватель.
В 1998—2014 годах заведовал кафедрой общей физики Башкирского государственного педогогического института.
В 1977 году защитил диссертацию на соискание кандидата физико-математических наук, в 1997 году защитил диссертацию доктора физико-математических наук, с 1990 года является профессором Башкирского государственного педогогического института.
С 1998 года в Уфимском государственном нефтяном техническом университете работает профессором кафедры физики по совместительству.

## Научная деятельность
Научная деятельность посвящена физике жидкого состояния. Теоретические исследования теплофизических свойств жидкостей и их смесей в широкой области изменения термодинамических параметров, включая метастабильные и критические состояния.
Фахретдинов Идрис Акрамович является автором 145 научных работ.